# Christine de Rivoyre
Christine de Rivoyre (Tarbes, 29 november 1921 – Parijs, 3 januari 2019) was een Frans (scenario)schrijfster en journaliste.

## Leven en werk

### Opleiding
Christine de Rivoyre volgde middelbare studies in Bordeaux en Poitiers. Daarna trok ze naar de Sorbonne om er Engelse literatuur en Amerikaanse cultuur te studeren. Vervolgens werd haar een beurs toegekend om journalistiek te studeren aan de Universiteit van Syracuse. Enkele van haar vroegere romans zoals La Tête en fleurs (1960) en La Glace à l'ananas (1962) ontleenden hun inspiratie aan haar verblijf in de Verenigde Staten.

### Jaren vijftig en zestig: journalistiek en eerste romans
Eenmaal terug in Parijs werd ze persvoorlichter van de Ballets des Champs-Élysées, een in 1945 door Roland Petit opgericht dansgezelschap. In 1950 begon ze te werken voor Le Monde, eerst als kroniekschrijfster (over dans en literatuur). Na een tijdje mocht ze interviews afnemen van Engelse en Amerikaanse artiesten en kunstenaars. In 1954 stopte ze haar journalistieke activiteiten bij Le Monde omwille van gezondheidsproblemen.
Dankzij de vrijgekomen tijd schreef ze in 1955 L'Alouette au miroir, haar eerste roman, waarin ze de wereld van de dans oproept. Nog datzelfde jaar werd ze literaire directrice van het tijdschrift Marie Claire. Met haar tweede roman, La Mandarine, oogstte ze in 1957 succes bij zowel de critici als het lezerspubliek. Voortaan zouden zeden- en karakterstudies en portretten van vrije en onafhankelijke vrouwen centraal staan in haar werk. 
Met Les Sultans (1964), haar vijfde roman en een satirisch portret van moderne egoïstische en wrede minnaars in een verleidelijk en gejaagd Parijs, genoot ze in opnieuw veel bijval. Nadat ze haar samenwerking met Marie-Claire had stopgezet wijdde ze zich volledig aan het schrijven. De officiële bekroning, met de Prix Interallié, volgde in 1968 met haar zesde roman, Le Petit Matin, waarin ze een jong meisje tijdens de Tweede Wereldoorlog de liefde laat ontdekken met een Duitse officier.

### Jaren zeventig
In Fleur d'agonie (1970) vertelde ze het liefdesverhaal van een gehuwde jonge burgervrouw en een nonchalante bohemien. Boy (1973), een best-seller in Frankrijk, schetste het tragisch lot van Boy, een jonge god van zesentwintig door wie alle meisjes en vrouwen onweerstaanbaar gecharmeerd worden. In Le Voyage à l'envers (1977) voelt een veertiger zich weer jong worden wanneer hij een jong Amerikaans meisje ontmoet die hem doet terugdenken aan de even jonge en blonde Allison, zijn eerste en grootste liefde die hij als twintigjarige op het eiland Nantucket ontmoette.

### Jaren tachtig: verhuizing naar de Landes
Aan het begin van de jaren tachtig verliet de Rivoyre het gewoel van de grootstad om zich te vestigen in de Landes waar ze haar moeders huis, waarin ze opgroeide, had geërfd. 
Zoals in Boy en in Le petit Matin, nam ze de streek van haar kindertijd opnieuw als kader voor Belle Alliance (1982), een roman die zijn titel ontleende aan de naam van het oude huis waar het hoofdpersonage haar kindertijd doorbracht. In Reine-mère (1985) schetste ze de terugslag van de aanranding waarvan een alleenwonende moeder het slachtoffer was, op haar getormenteerde kinderen en op haar hele familie. Ook Crépuscule, taille unique (1989) speelt zich af in de Landes, in het huis diep in het woud dat Nora, het vrouwelijk hoofdpersonage, van haar moeder heeft geërfd. Daar leeft Nora, met haar paarden en honden, teruggetrokken en op het ritme van de natuur.   

### Laatste werken
Racontez-moi les flamboyants (1995) brengt het verhaal van drie vrouwen dat aanvangt in de jaren dertig en eindigt in de jaren negentig, een portret waarin herinneringen en leugens verstrengeld geraken. 
Twaalf jaar na het verschijnen van deze laatste roman liet de Rivoyre opnieuw van zich horen met Archaka (2007), een werk gewijd aan haar overleden vriend, de schrijver Alexandre Kalda (1942-1996). 
Sinds 1971 maakte ze deel uit van de jury van de Prix Médicis.
Begin 2019 is Christine de Rivoyre op 97-jarige leeftijd overleden.

## Werken

### Romans
- 1955 - L'Alouette au miroir
- 1957 - La Mandarine
- 1960 - La Tête en fleurs
- 1962 - La Glace à l'ananas
- 1964 - Les Sultans
- 1968 - Le Petit Matin
- 1969 - Le Seigneur des chevaux (met Alexandre Kalda)
- 1970 - Fleur d'agonie
- 1973 - Boy
- 1977 - Le Voyage à l'envers
- 1982 - Belle Alliance
- 1985 - Reine-mère
- 1989 - Crépuscule, taille unique
- 1995 - Racontez-moi les flamboyants

### Andere werken
- 2007 - Archaka
- 2014 - Flying Fox et autres portraits (een boek vol herinneringen, met Frédéric Maget, hoofd van de vereniging Amis de Christine de Rivoyre)

## Films naar werken van Christine de Rivoyre
- 1966 - Les Sultans (Jean Delannoy) (met Gina Lollobrigida en Louis Jourdan)
- 1971 - Le Petit Matin (Jean-Gabriel Albiccoco) (met Catherine Jourdan en Mathieu Carrière)
- 1972 - La Mandarine (Edouard Molinaro) (met Annie Girardot en Philippe Noiret)
- 1981 - Quatre femmes, quatre vies: La belle alliance (dialogen van de televisiefilm)

## Prijzen
- 1968 - Prix Interallié voor Le Petit Matin
- 1982 - Prix littéraire Prince-Pierre-de-Monaco voor haar hele oeuvre
- 1984 - Grand prix de littérature Paul-Morand voor haar hele oeuvre

## Onderscheidingen
- 1995 - Legioen van eer (officier)
- Orde van Kunsten en Letteren (commandeur)